# Bahnhof Nörten-Hardenberg
Der Bahnhof Nörten-Hardenberg ist der Bahnhof des niedersächsischen Fleckens Nörten-Hardenberg. Er liegt, mit zwei Bahnsteigen, an der Hannöverschen Südbahn und, ohne Bahnsteige, an der Schnellfahrstrecke Hannover–Würzburg. Die beiden Strecken sind im Bereich des Bahnhofs mit einer Reihe von Weichen miteinander verbunden.

## Aufbau

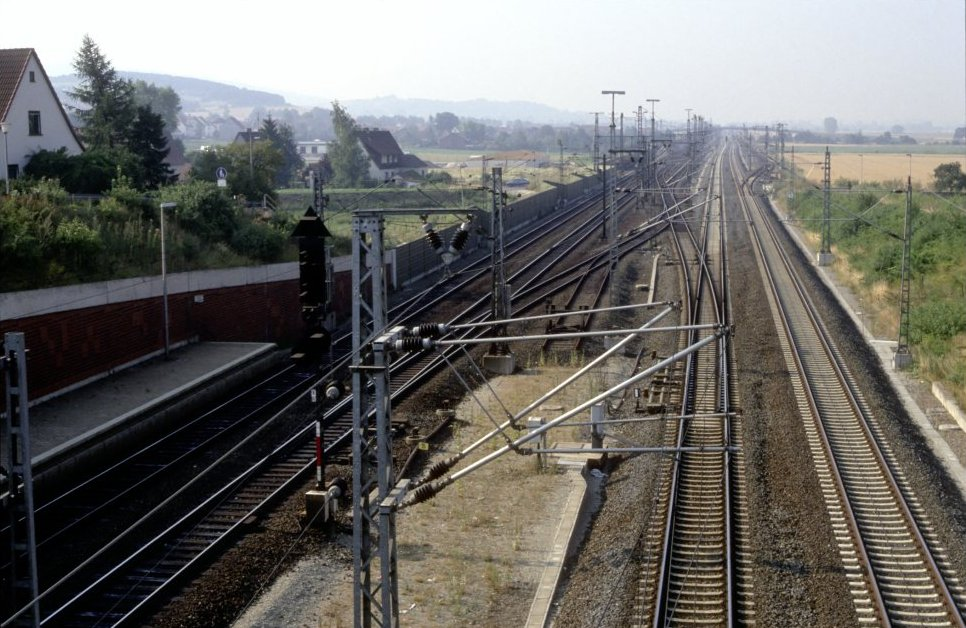
Südlicher Teil des Bahnhofs mit Weichenverbindungen und Überholgleisen an Bestandsstrecke (links) und Neubaustrecke (rechts) (ca. 1991)

Die Anlage verfügt über zwei je 290 m lange und 76 cm hohe Außenbahnsteige. Die Nord-Süd-Strecke liegt zwischen den Streckenkilometern 96,64 und 98,34 im Bahnhof, die Neubaustrecke zwischen den Kilometern 88,92 und 90,85.
Im Norden des Bahnhofs schwenkt die aus Norden kommende Neubaustrecke Richtung Süden in eine unmittelbare Parallellage zur Neubaustrecke ein. Es bestehen Weichenverbindungen zwischen Neubaustrecke und Nord-Süd-Strecke in beiden Richtungen. Im Bahnhofsbereich verläuft die Neubaustrecke gerade und geht nördlich des Bahnhofs in eine Kurve in nordöstlicher Richtung über. Südlich des Bahnsteigbereichs liegt neben den beiden durchgehenden Hauptgleisen der Neubaustrecke jeweils ein Überholgleis.

## Geschichte

### Umbau im Zuge der Neubaustrecke Hannover–Würzburg
Der Bahnhof wurde im Rahmen der Neubaustrecke Hannover–Würzburg grundlegend umgebaut. Um Platz für die Neubaustrecke im Bereich des Bahnhofs zu schaffen, wurde der Bahnhof komplett umgebaut und dabei auch die Gleise der Nord-Süd-Strecke verschoben.

#### Planung
Im Raumordnungsverfahren der Neubaustrecke lag der Bahnhofsbereich im Planungsabschnitt 3 in Niedersachsen. Das Verfahren wurde am 30. September 1977 abgeschlossen. Im Planfeststellungsverfahren wurde der Bahnhofsbereich als Abschnitt 3.5 (km 87,950 bis 92,220) geführt.
Die Überleitverbindungen zwischen Neu- und Altstrecke sollten, so der Planungsstand Ende der 1970er Jahre, von Güterzügen von und zum Güterbahnhof Göttingen genutzt werden. Eine Überholmöglichkeit für Züge im Bahnhof wurde dabei nicht vorgesehen.

#### Bau
Auf insgesamt 3,6 km Länge wurden die Gleise im Bahnhofsbereich im Zuge des Neubaustrecken-Baus verändert. Dabei wurde die Nord-Süd-Strecke im Bereich des Bahnhofs geringfügig nach Osten verschoben, um Eingriffe in die Bebauung zu vermeiden. Die Güterverkehrsanlagen blieben ebenso erhalten wie Vorstellgleise für eine Zuckerfabrik nordöstlich des Bahnhofs. Auf der Nord-Süd-Strecke wurden 300 m lange Außenbahnsteige neu gebaut.
Insgesamt waren fünf Hauptbauzustände vorgesehen, während deren der Betrieb auf der Nord-Süd-Strecke grundsätzlich zweigleisig aufrechtzuerhalten war. Beschränkungen auf eingleisige Betriebsführung waren auf Wochenenden zu beschränken.
Erste Bauarbeiten begannen in den frühen 1980er Jahren. Da die Durchführung der Bauarbeiten mit dem damaligen SpDrS59-Stellwerk nicht vollstellbar gewesen sei, begann im August 1979 zunächst der Bau eines SpDrS60-Stellwerk, das im Juni 1981 in Betrieb genommen wurde. In das neue Gebäude und die elektronische Ausrüstung wurden 5,1 Millionen DM investiert. Zuvor war erwogen worden, für die Bauphase ein Containerstellwerk einzusetzen und erst mit Inbetriebnahme der Neubaustrecke ein neues Stellwerk in Betrieb zu nehmen.
Ein Unterwerk entstand im nördlichen Teil des Bahnhofsbereichs, zwischen den beiden Strecken. Für den Zugang zum Gleis Hannover–Kassel wurde ein neuer Personentunnel errichtet.
Die Umbauarbeiten begannen im März 1983. 1984 begannen im Bereich des Bahnhofs die Bauarbeiten für die Neubaustrecke. Im November 1986 waren die Gleise der Nord-Süd-Strecke, die neuen Bahnsteige und der Personentunnel fertiggestellt.

## Verbindungen
| Linie                    | Strecke                                                                                              | Takt (min)                                         | EVU           |
| ------------------------ | --- | -------------------------------------------------- | ------------- |
| RE 2                     | Uelzen – Celle – Hannover – Northeim – Nörten-Hardenberg – Göttingen                                 | 060 (Göttingen – Hannover) 120 (Hannover – Uelzen) | Metronom      |
| RB 80                    | Nordhausen – Walkenried – Herzberg – Northeim – Nörten-Hardenberg – Göttingen                        | 120                                                | DB Regio Nord |
| RB 82                    | Bad Harzburg – Seesen – Kreiensen – Einbeck-Salzderhelden – Northeim – Nörten-Hardenberg – Göttingen | 120                                                | DB Regio Nord |
| RB 86                    | Einbeck Mitte – Einbeck-Salzderhelden – Northeim – Nörten-Hardenberg – Göttingen                     | einzelne Züge                                      | DB Regio Nord |
| Stand: 12. Dezember 2021 | |                                                    |               |